# Lo Moro de Foch
Lo Moro de Foch: periódich bilingüe destinat a fer fuadas de valent: s'aviará lo menos un cop á la setmana va ser un periòdic satíric que sortí a Reus el 1891 i 1892.

## Història
A cavall entre 1891 i 1892 apareixen els setmanaris La Tos, La Bomba i Lo Moro de Foch, amb els quals té lloc el període més cruent de les lluites a través de la premsa satírica, reflex del nivell en què es movia la política reusenca al consistori de la ciutat. Davant la passió que es manifestava en les lluites polítiques locals entre els conservadors, que tenien l'alcaldia i el consistori, i els republicans, a l'oposició, els dos bàndols van utilitzar la premsa satírica com a eina ofensiva, ja que l'anonimat relatiu dels escrits, encara que oficiosament se'n coneixien els autors o els directors, els permetia una certa impunitat. Jaume Fort diu en els seus Anales: "Las pasiones políticas desbordáronse en 1891 en campañas inciviles con los semanarios La Bomba y Lo Moro de Foch, libelos patrocinados respectivamente por los dos bandos políticos que disputábanse la hegemonía del Excmo. Ayuntamiento".
Lo Moro de Foch va sortir el 16 de desembre de 1891, quan va desaparèixer La Tos. En la seva presentació deixa clar que serà un contrapunt al setmanari La Bomba, i s'indignen davant la pujada al poder dels conservadors locals: "quan s'esplaya humillant á les persones decents y burlantse del poble ab lo nombrament d'un alcalde inverosímil per los seus antecedents polítichs y personals; quan se freguen les mans […] en veure despedits del municipi empleats dignes i antichs" i anomena a algunes persones a les que aniran dirigits els seus atacs: "los noms propis de Pascual, Bofarull, Marín, Roig, Prius, Folguera, Massó, Folch, Cagon" tots ells polítics locals conservadors. La polèmica amb la premsa satírica de signe oposat no estalvià ni insults ni greuges, fent ús d'un sentit de l'humor consistent en un atac frontal i personalitzat als contrincants polítics.
Gras i Elies comenta: "Lo Moro de Foch, que como el anterior [La Bomba] levantaba ampollas. ¡A qué degeneración nos llevan los odios políticos!... Periódicos de esta naturaleza no deberían ver nunca la luz pública, y el público mirarlos con horror"
El Diccionari Català-Valencià-Balear defineix "moro de foc" com "l'aparell pirotècnic consistent en una peça en forma de cap de moro, plena de carretilles, que, posada al capdamunt dels castells de focs artificials, engega les carretilles en totes direccions".

## Aspectes tècnics
Surt setmanalment del 16-XII-1891 (número 1), al 5-I-1892 (número 4). Format foli i vuit pàgines. S'imprimia a la Impremta de Celestí Ferrando. El director era Josep Banús. Tot i que s'anomena bilingüe, els textos són majoritàriament en català.

## Localització
- Una col·lecció completa a la Biblioteca Central Xavier Amorós de Reus.[6]
- Algun exemplar a la Biblioteca de Catalunya.[7]